# Coyote Linux
Coyote Linux – niewielka dystrybucja systemu Linux, zawierająca system operacyjny oraz usługi niezbędne do uruchomienia zapory sieciowej / routera.
Coyote Linux umożliwia udostępnienie łącza internetowego w sieci lokalnej (NAT) na pojedynczym, zewnętrznym adresie IP i może być używany zamiast sprzętowych rozwiązań tego typu usług.
Zaletą systemu są niewielkie wymagania sprzętowe. Może być on uruchamiany z dyskietki 1,44 MB, wymaga procesora 486DX (produkowanego w latach 1989–2007) lub nowszego oraz 8 MB pamięci RAM. Można nim administrować za pomocą wiersza poleceń, zdalnie za pomocą SSH lub też przeglądarki internetowej.